# Tyler Dibling
Tyler-Jay Dibling (Exeter, 17 februari 2006) is een Engels voetballer die doorgaans speelt als vleugelspeler. In augustus 2023 debuteerde hij voor Southampton.

## Clubcarrière
Dibling speelde bij de amateurclubs Axminster Town en Millwey Rise, voor hij in 2012 naar de jeugdopleiding van Southampton vertrok. Na een jaartje bij Exeter City keerde hij terug en in oktober 2021 tekende hij zijn eerste professionele contract bij Southampton. Aan het einde van het seizoen 2021/22 verkaste Dibling naar Chelsea. Bij die club kon hij niet aarden en na een paar maanden keerde hij andermaal terug naar Southampton.
Hij maakte op 8 augustus 2023 zijn professionele debuut, toen in de EFL Cup met 3–1 verloren werd van Gillingham. Hij moest van trainer Russell Martin op de reservebank beginnen en mocht invallen voor Jayden Meghoma. Dibling tekende in december 2023 een nieuwe verbintenis, tot medio 2028. Southampton promoveerde aan het einde van het seizoen 2023/24 naar de Premier League. Op dat niveau maakte Dibling zijn eerste professionele doelpunt. Op 21 september 2024 opende hij in het eigen St. Mary's Stadium tegen Ipswich Town de score op aangeven van Adam Lallana. Uiteindelijk werd het 1–1 door een gelijkmaker van Sam Morsy.

## Clubstatistieken
| Seizoen | Club        | Competitie     | Competitie | Competitie | Beker | Beker | Internationaal | Internationaal | Totaal | Totaal |
| Seizoen | Club        | Competitie     | Wed.       | Dlp.       | Wed.  | Dlp.  | Wed.           | Dlp.           | Wed.   | Dlp.   |
| ------- | ----------- | -------------- | ---------- | ---------- | ----- | ----- | -------------- | -------------- | ------ | ------ |
| 2023/24 | Southampton | Championship   | 1          | 0          | 4     | 0     | —              | —              | 5      | 0      |
| 2024/25 | Southampton | Premier League | 7          | 1          | 2     | 0     | —              | —              | 9      | 1      |
| Totaal  | Totaal      | Totaal         | 8          | 1          | 6     | 0     | 0              | 0              | 14     | 1      |

Bijgewerkt op 8 oktober 2024.